# Băcești (okręg Ardżesz)
Băceștiⓘ – wieś w Rumunii, w okręgu Ardżesz, w gminie Drăganu. W 2011 roku liczyła 302 mieszkańców.